# Chemins de fer à voie étroite
 (octobre 2012).
Si vous disposez d'ouvrages ou d'articles de référence ou si vous connaissez des sites web de qualité traitant du thème abordé ici, merci de compléter l'article en donnant les références utiles à sa vérifiabilité et en les liant à la section « Notes et références ».
Les chemins de fer à voie étroite sont des voies ferrées dont l'écartement des rails est inférieur à 1,435 mètre (4 pieds 8 pouces et demi), qui est le standard de la voie dite « normale ».

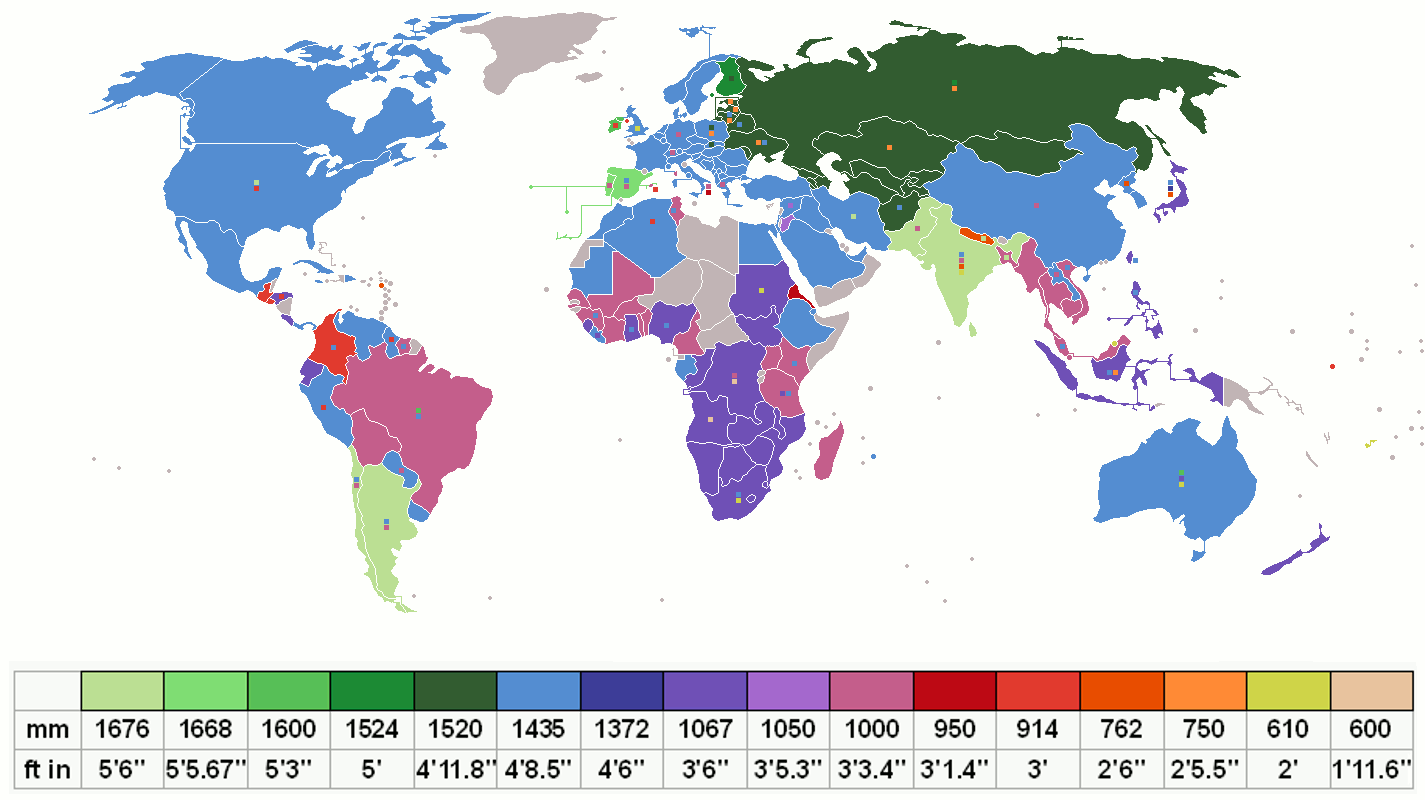
L'écartement des voies de chemin de fer dans le monde.

## Écartements

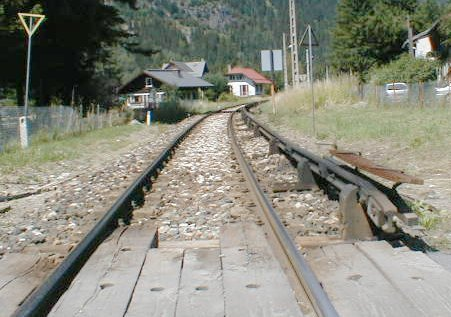
Voie métrique avec troisième rail d'alimentation électrique (à droite) sur la ligne Saint-Gervais-Vallorcine.

Il existe des voies étroites d'écartements très divers. Les plus utilisés sont l'écartement du Cap (Cape Gauge - 3 pieds 6 pouces soit 1 067 mm), la voie métrique (1 000 mm), les voies de 760 et 750 mm et celle de 600 mm.
L'écartement du Cap est très présent dans les anciennes colonies britanniques et au Japon. Cet écartement constitue la majorité du réseau ferré japonais avec presque 18 000 km.
On rencontre couramment l'écartement métrique, qui était la norme des réseaux secondaires d'Europe de l'Ouest et dont quelques lignes sont encore en exploitation. Citons par exemple les lignes du Blanc-Argent ou des Chemins de fer de Provence ou encore des Chemins de fer de la  Corse en France, le réseau HSB dans les montagnes du Harz en Allemagne ou de nombreuses lignes de montagne en Suisse.
Les voies de 750 et 760 mm sont utilisées pour le même genre de ligne, mais sont plutôt utilisées en Allemagne (750 mm) et en Autriche (760 mm) ou dans les Balkans (760 mm).
L'écartement de 600 mm est très utilisé dans les contextes industriels, en Europe et en Australie. Il a également été utilisé pour des réseaux secondaires. La marque Decauville est emblématique de cet écartement, ayant inventé un système de voie portative et mis au point des types de locomotives très bien adaptés au contexte d'utilisation. De très nombreux autres industriels ont produit du matériel pour cet écartement (Corpet-Louvet…).

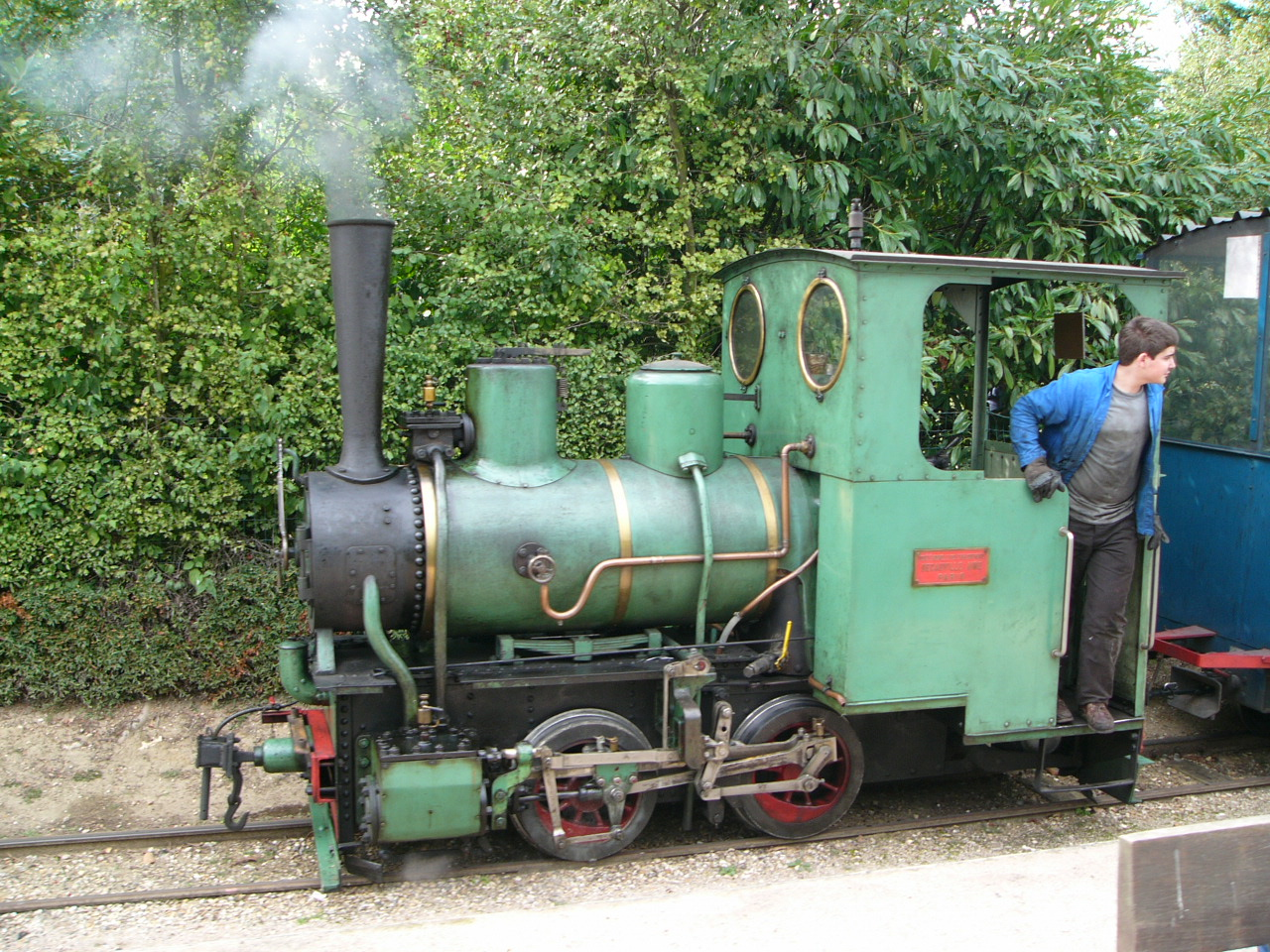
Locomotive Decauville sur voie de 600 mm.

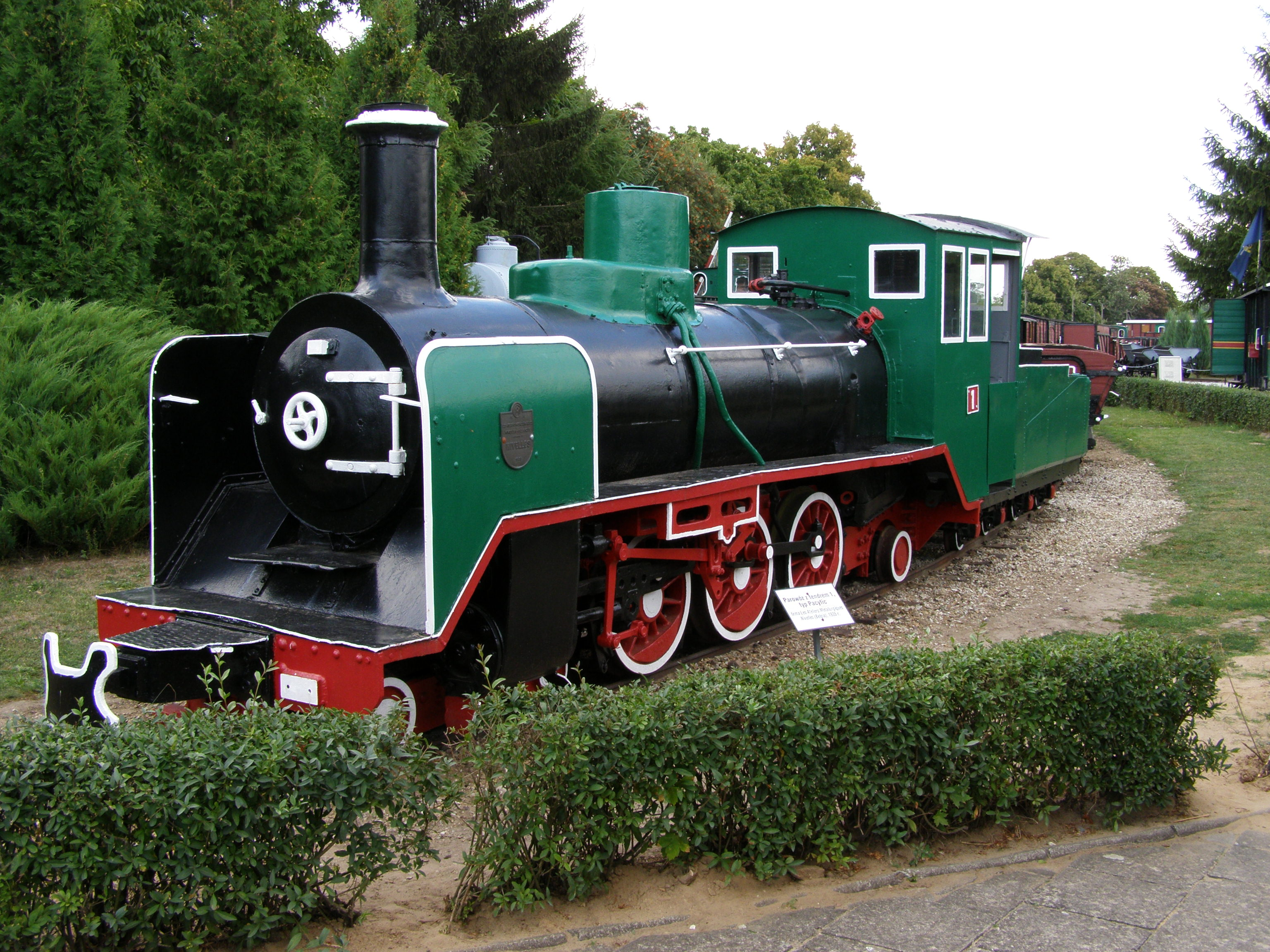
Locomotive Pacific, construite par la société métallurgique de Tubize pour l'exposition coloniale de Bruxelles en 1935 et préservée en Pologne.

## Intérêt de la voie étroite
Le principal intérêt de la voie étroite est de permettre des rayons de courbure restreints et, de fait, de mieux s'adapter au terrain. Cela la rend plus économique à construire et à exploiter que la voie normale : il y a moins besoin d'ouvrages d'art. S'adaptant mieux aux reliefs tourmentés, elle s'est imposée généralement dans les régions de montagne. Toutefois, la voie normale autorise la circulation de trains plus lourds à des vitesses plus importantes. C'est ainsi qu'au Japon, l'écartement normal a été choisi pour les lignes à grande vitesse bien que le réseau classique soit presque entièrement à voie étroite de 1 067 mm.
Les voies étroites sont également utilisées abondamment dans les milieux restreints comme les mines, carrières...

## Utilisation de la voie étroite

### La voie métrique et service d'intérêt local et général
La voie métrique a longtemps été utilisée en Europe de l'Ouest pour les chemins de fer de desserte locale, transportant passagers et biens (voies ferrées d'intérêt local en France).
Le transport de passagers est également assuré par d'autres écartements. Par exemple, la voie de 1 067 mm au Japon assure la quasi-totalité du transport dans l'archipel, tandis que la voie de 60 était utilisée sur les tramways balnéaires (Royan, Paramé à Rothéneuf, etc.) ou des chemins de fer d'intérêt général, comme les Chemins de fer du Calvados.

### Chemins de fer militaires et stratégiques

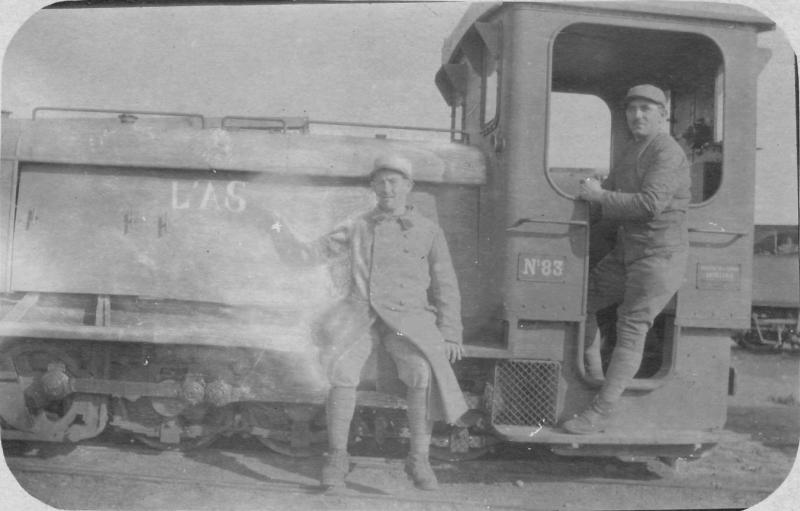
Locotracteur de marque Schneider type LG employé pour la traction des trains sur la voie de 0.60 m (1916-1917).

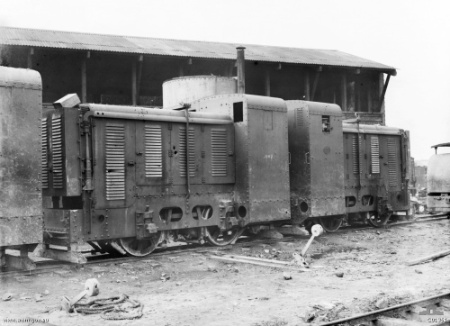
Un couplage dos à dos de locotracteurs "Dick Kerr" utilisé par l'armée anglaise.

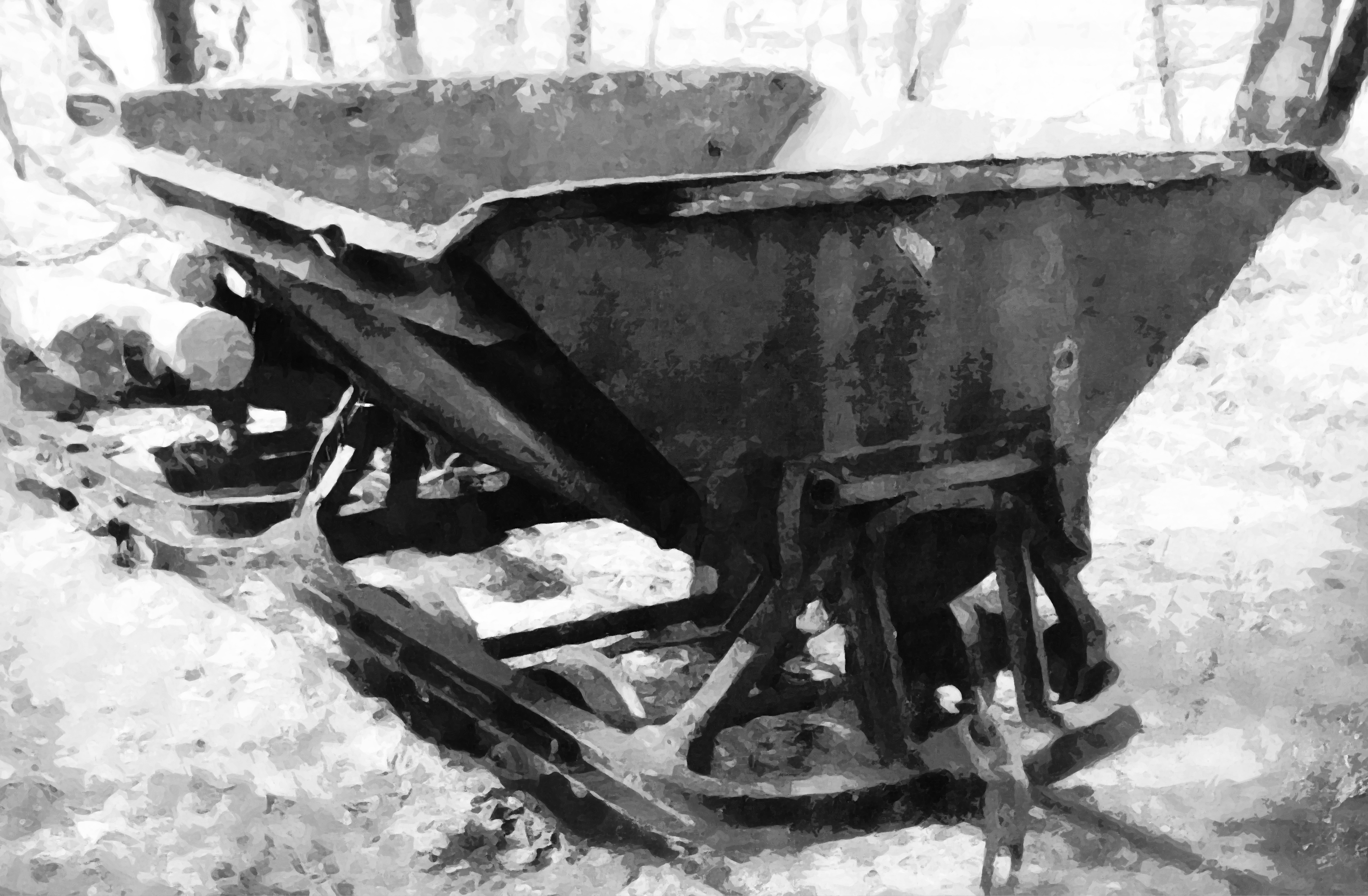
Wagon-tombereau Decauville utilisé par l'ancien chemin de fer de la forêt de Soignes.

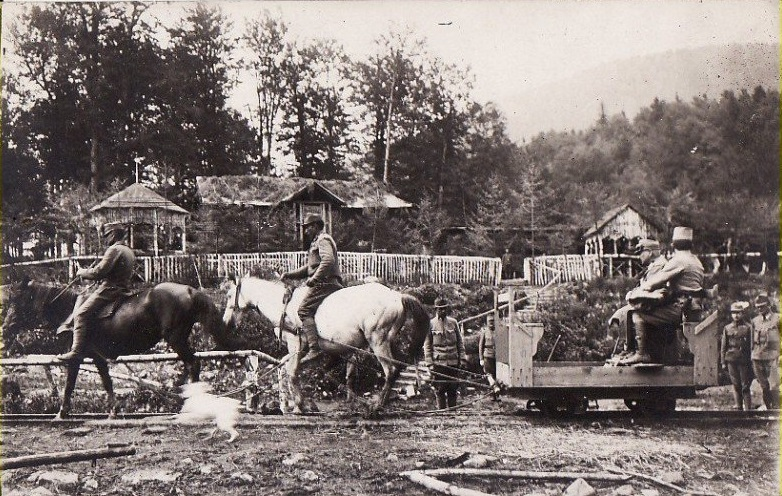
Voie étroite utilisée pour la traction hippomobile en Roumanie en 1917.

La voie étroite est un outil stratégique primordial lors de la Première Guerre mondiale. En France, l'adaptation en chemin de fer de campagne du système Decauville est effectuée par le commandant Péchot à la batterie de Bouvron près de Toul[réf. incomplète] ; la voie de 60 est testée, notamment à Langres, en 1906.
Le matériel le plus fréquemment rencontré en France est la locomotive Péchot-Bourdon, la plateforme d'artillerie Péchot modèle 1888, différents types de wagons (citerne, couvert) et des wagons-artillerie que l'on appelle « affûts trucks » portant, sur un affût spécial, un canon de 120 long ou un canon de 155 court.
Decauville fournit beaucoup de matériel. Certains forts possédant une voie étroite à l'intérieur des galeries pour le transport de munitions, des plaques tournantes ont été placées dans les angles des galeries afin de faire pivoter le petit wagonnet. La ligne Maginot était desservie par un réseau complet à voie de 60 militaire, géré, de 1923 à 1940, par le 15e régiment du génie.
Les quatre grandes places de l'est, Épinal, Belfort, Verdun et Toul, ont été dotées de ce type de transport. Le développement de la voie de 60 sur la place d'Épinal était de 120 km ; elle desservait les 17 forts de la place, une partie des 91 batteries d'artillerie et les magasins à poudre.
L'armée anglaise utilise la voie étroite pour desservir le front du nord de la France à partir de 1916. Elle construit un important réseau à l'écartement de 60 cm, utilisant deux modes de traction, la traction à vapeur et la traction diesel. La seconde a l'avantage de ne pas être repérée par l'ennemi du fait de l'absence de fumée.
En Allemagne, la voie étroite a servi sur tous les fronts, et ce jusqu'à la campagne de Russie lors de la Seconde Guerre mondiale.

### Chemins de fer industriels
Dans l'histoire des techniques, de nombreuses voies étroites ont été construites pour l'armée (système Péchot, wagons Pershing) et l'industrie, dans les mines, les scieries, la construction, l'agriculture pour répondre à des problèmes de manutention. En effet, à une époque pas si lointaine[Quand ?] il était fréquent de trouver un réseau à voie étroite portative sur les chantiers. Dans certaines industries (Verrerie, briqueterie, etc.) où le transport de matériaux s'effectue en continu, les voies étroites sont toujours utilisées et constituent une solution économique.

### Chemins de fer de chantier
Des chemins de fer à voie étroite sont utilisés pendant la construction de tunnels, surtout quand ceux-ci ont des longueurs de quelques centaines ou milliers de mètres. Quelques grandes entreprises de génie civil ont également profité de la mise sur le marché d'une grande quantité d'équipements lors de la fermeture des dernières mines de charbon françaises pour se rééquiper en matériel à voie étroite. Un réseau à voie de 60 cm a aussi été installé lors de la rénovation du Louvre.

### Chemins de fer de parcs
Certains parcs, jardins publics ou parcs d'attraction font circuler des trains à échelle réduite. Ceux-ci peuvent être construits pour l'occasion, comme la ligne du jardin d’acclimatation ou de Disneyland, ou la récupération de lignes anciennes comme à Pithiviers.
Ils utilisent du matériel de chemin de fer de faible écartement, conçu à des fins utilitaires, ou bien il s'agit de trains miniatures à passagers, qui relèvent du modélisme ferroviaire, et en général à écartement encore plus réduit.